# Angelo Niculescu
Angelo Niculescu (Craiova, 1921. október 1. – Bukarest, 2015. június 20.) román labdarúgóedző.

## Pályafutása

### Edzőként
1967 és 1972 között a román válogatott szövetségi kapitányi feladatát látta el több alkalommal. Irányításával kijutottak az 1970-es világbajnokságra.

## Sikerei, díjai

### Edzőként
Dinamo București
- Román bajnok (2): 1955, 1964–65